# حیوان روحی (ترانه)
«حیوان روحی» (به انگلیسی: Spirit Animal) ترانه‌ای خواننده-ترانه‌پرداز استونیایی کرلی می‌باشد که در ۱۹ دسامبر سال ۲۰۱۶ به‌عنوان تک‌آهنگ تنها منتشر شد.

## فهرست ترانه‌ها

### دانلود دیجیتال
1. «حیوان روحی» ۳:۲۱